# آلن نیپی‌یر
آلن نِیپی‌یر (انگلیسی: Alan Napier؛ ۷ ژانویهٔ ۱۹۰۳ – ۸ اوت ۱۹۸۸) یک هنرپیشه اهل بریتانیا بود.

## گزیدهٔ فیلم‌شناسی
- عزیز (۱۹۶۵)
- مارنی (۱۹۶۴)
- مری پاپینز (۱۹۶۴)
- شمشیر در سنگ (۱۹۶۳)
- سفر به اعماق زمین (۱۹۵۹)
- ژولیوس سزار (۱۹۵۳)
- تور آبی (۱۹۵۱)
- دانوب سرخ (۱۹۴۹)
- چالشی برای لسی (۱۹۴۹)
- چشمه سحرآمیز تارزان (۱۹۴۹)
- تپه‌های وطن (۱۹۴۸)
- جانی بلیندا (۱۹۴۸)
- ژاندارک (۱۹۴۸)
- سندباد دریانورد (۱۹۴۷)
- مادموازل فی‌فی (۱۹۴۴)
- آوای برنادت (۱۹۴۳)
- لسی به خانه بر می‌گردد (۱۹۴۳)
- برداشت محصول تصادفی (۱۹۴۲)